# ابزار و دار قالی‌بافی

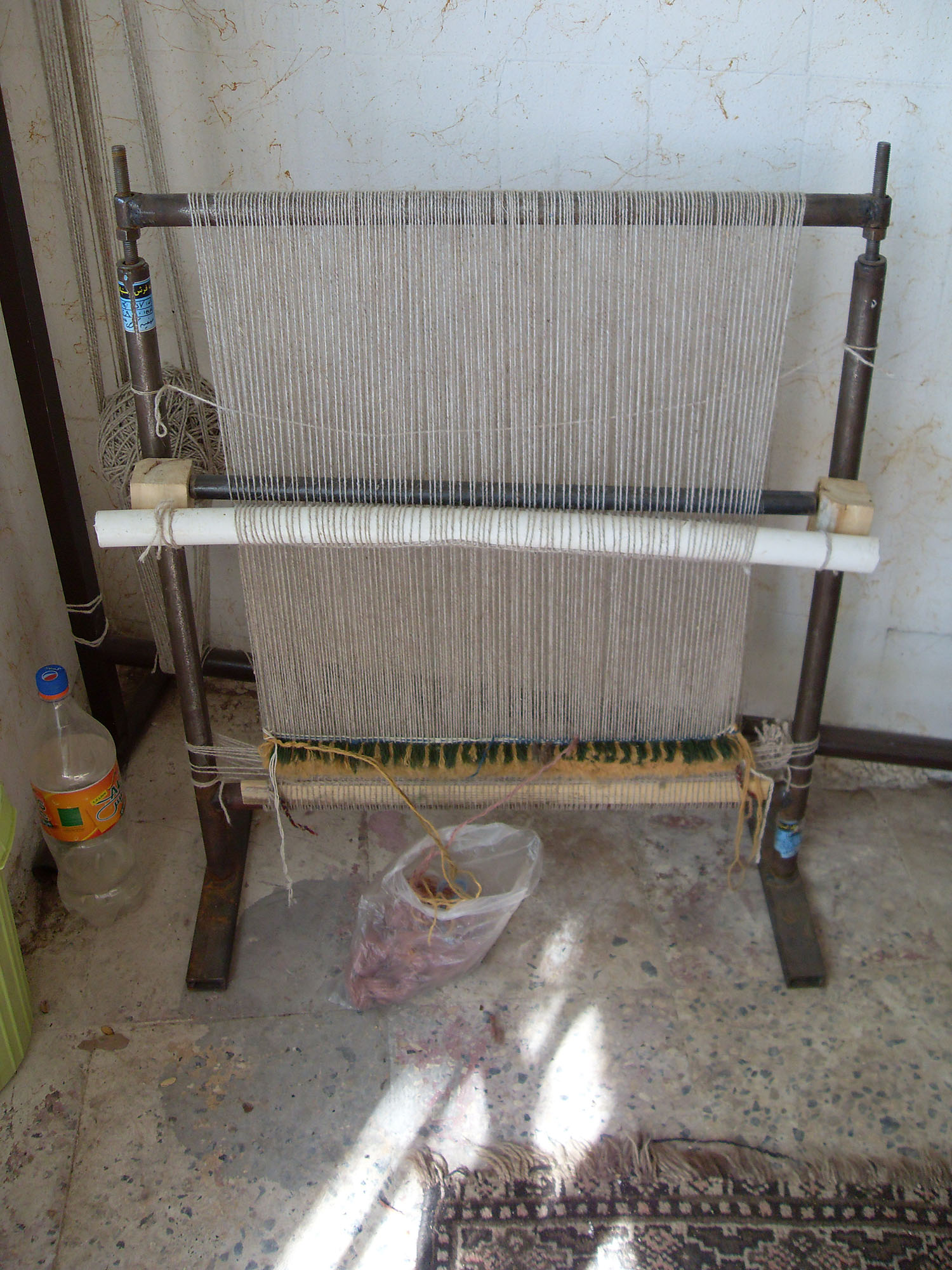
دار عمودی یا ایستاده

دار قالی بافی دستگاهی که جهت بافت قالی از آن استفاده می‌شود دار قالی می‌نامند و اساس آن چهار چوبی مرکب از دو چوب عمودی و دو چوب افقی است که به وسیله اتصالاتی در یکدیگر چفت و بسته می‌شوند.

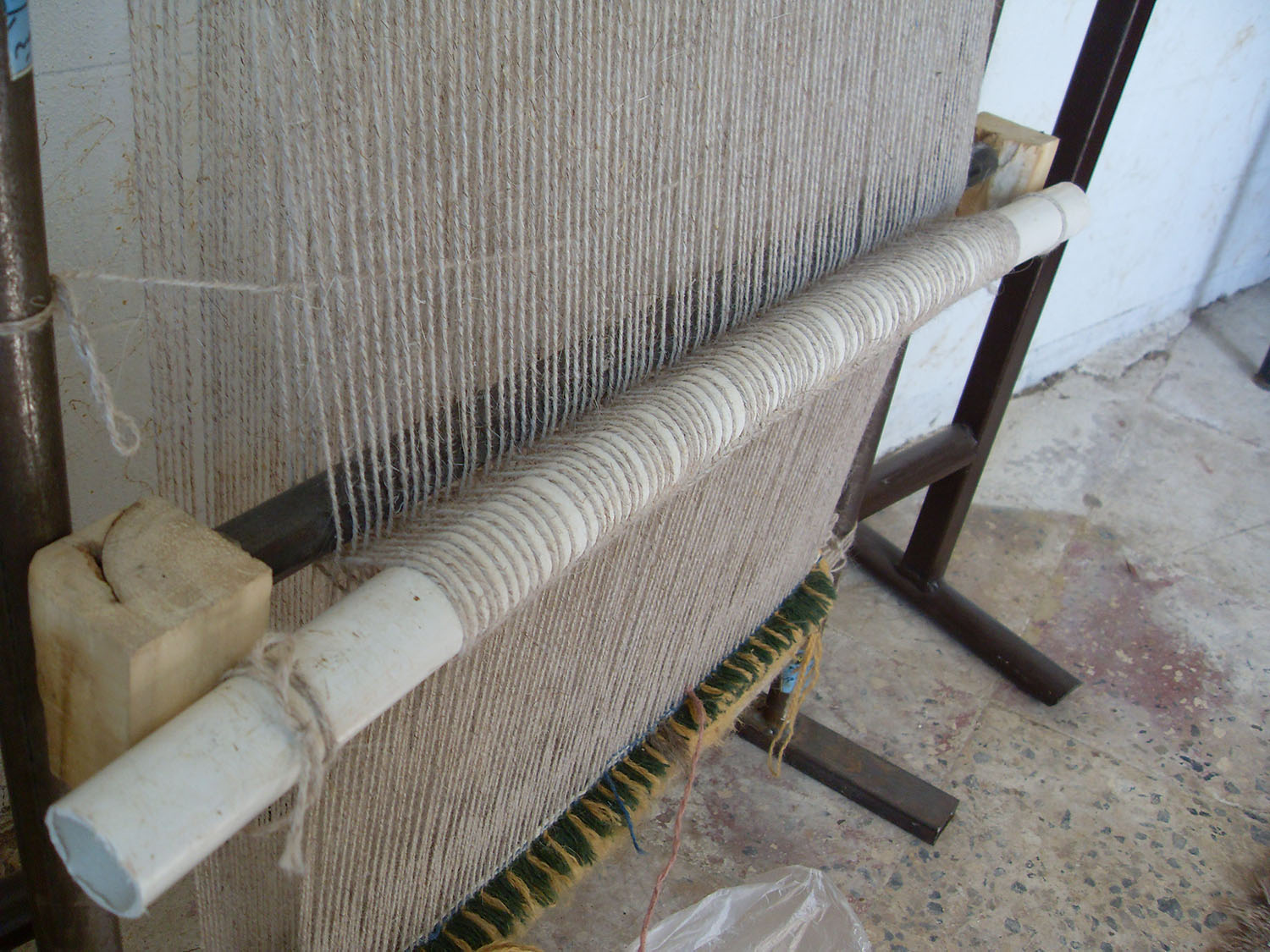
دار قالی

## اجزاء اصلی
اجرای اصلی انواع دارهای قالی بافی جدید و قدیم و وظایف هر کدام در ایران
- سردار :وظیفه مهار چله‌ها را بر عهده دارد و در بالای دار قرار می‌گیرد
- زیر دار :مانند سر دار وظیفه مهار چله‌ها را بر عهده دارد و در پایین دار قرار می‌گیرد
- راست روها :در دو سمت دار قالی قرار می‌گیرند و وظیفه نگهداری و مهار سر دار و زیر دار را دارند
- فندک :در پایین سر دار و به موازات آن و معمولاً با فاصله‌ای حدود ۳۰ الی ۵۰د سانتیمتر از آن قرار دارد و به جای سر دار چله‌ها را مهار می‌کند؛ و در برخی از دارها مانند دارهای معروف به تبریزی از ابتدا تا انتهای بافت بر روی دار حضور دارد، ولی در دارهای مرسوم به فارسی بسته به شیوه و سنت بافت، زمان حضور آن متفاوت است که در صفحات بعد به آن خواهیم پرداخت.
- چوب کوجی :در میانه دار قالی و جلوی چله‌ها قرار می‌گیرد و با مهار چله‌های زیر به کمک نخی به نام نخ کوجی وظیفهٔ مهم جلوگیری از کجی فرش را عهده‌دار است. از این وسیله اغلب در دارهای قالیبافی معروف به فارسی استفاده می‌شود.
- چوب هاف :در لا به لای چله‌ها قرار گرفته، محدوده حرکت آن از زیر سر دار تا پشت چوب کوجیمی باشد. وظیفه چوب هاف حفظ و تشدید فاصله و زیر و رو (ضربدر) در میان چله‌ها است، و با قابلیت حرکت به سمت بالا و پایین، ردیف ضربدرها را نیز به بالا و پایین حرکت داده و موجب تسهیل عملیات پودکشی می‌شود.
- زیر سری کوجی :عبارت است از دو قطعه چوب و شاید هر وسیله‌ای دیگر که معمولاً بین راست روها و چوب کوجی قرار می‌گیرند تا ضمن کمکد به کشیدن چوب کوجی به سمت جلو، چله‌های زیر را نیز همراه آن به بیرون از ریف چله‌ها هدایت نماید.
- گوه: وسیله‌ای است عموماً به شکل مثلث که در محل اتصال سر دار و زیر دار با راست روها قرار گرفته و با ایجاد فشار و با بالا و پایین بردن سردار و زیر دار در نهایت، وظیفه شل و سفت کردن چله‌ها را عهده‌دار است و معمولاً در دارهای چوبی استفاده می‌شود.
- پیچ: دو عدد پیچ در بالای سر دار همان وظیفه گوه را بر عهده دارند و می‌توان با چرخاندن آن‌ها یا سردار را بالا و پایین برده، و در نهایت چله‌ها را شل و سفت کرد، یا این عمل را بالا و پایین بردن فندک و حتی بعضاً زیر دار، انجام داد.
- اهرم بالا :وسیله چرخاندن سر دار را به عهده دارد و فقط در دارهای متحرک مانند دارهای مرسوم به (کرمانی) از آن استفاده می‌کنند
- اهرم پایین: وسیله چرخاندن زیر دار را به عهده دارد و فقط در دارهای متحرک مانند دارهای مرسوم به (کرمانی) دیده می‌شود.
- کمان :قطعه چوبی است که اغلب به شکل کمان می‌باشد و همراه دو عدد طناب که در دو سوی آن بسته شده و به کمک دو عدد چوب شبیه چوب کوجی که یکی به چله‌های زیر، و دیگری به چله‌های رو بسته شده، می‌توان چله‌ها را در دارهای کمان‌دار جابه‌جا کرد و عملیات پود کشی را انجام داد
- سه‌پایه :این وسیله فقط در برخی از دارهای زمینی تعبیه می‌شود و مانند زیر سری کوجی، همان عمل را به نحو دیگری انجام می‌دهد. علاوه بر آن بافندگان توپک‌های خامه‌های قالیبافی را نیز از آن آویزان می‌کنند.

## دسته‌بندی دارهای قالی بافی
- گروه ۱:دارهای قالی بافی را باید به دو گروه افقی (زمینی) و عمودی (ایستاده) تقسیم کرده‌اند. دارهای زمینی فقط یک گروه از دارهای زمینی را شامل می‌شود و دارهای ایستاده یا عمودی دارهایی به نام‌های فارسی، ترکی، یا کرمانی هستند. کل دارهای قالی بافی را در سه نوع دار خلاصه می‌کنند: ۱

- دارهای فارسی را ویژه مناطق فارسی باف، ۲
-دارهای ترکی را ویژه مناطق ترک‌زبان و آذربایجان، و۳
- دارهای کرمانی نیز دارهایی است که در منطقه کرمان مورد استفاده قرار می‌گیرد.
- گروه۲: دارهای زمینی و ایستاده آن‌ها را به دو گروه ثابت و متحرک دسته‌بندی کرده‌اند. دارهایی که قابل انتقال از مکانی به مکان دیگر هستند را از نوع دارهای متحرک می‌دانند و دارهایی که قابلیت نقل و انتقال ندارند و پایه‌های آن‌ها در زمین فرورفته و ثابت شده‌است را از نوع دارهای ثابت می‌نامند.
- گروه۳: اگر دار قالی به شیوه ترکی چله کشی شود به دلیل قابلیت گردش چله‌ها بر روی دار، باید آن‌ها را دار متحرک دانست و دارهایی را که به شیوه فارسی چله کشی می‌شوند، به دلیل عدم امکان گردش چله‌ها بر روی دار، باید دارهای ثابت نام نهاد و اگر نحوه چله کشی و بافت فرش به گونه‌ای باشد که هم‌زمان با بالا آمدن فرش و رج‌های آن بافنده نیز حرکت کرده و به سمت بالا رود، دار از نوع متحرک است (مانند دارهای کلاردشت) و اگر نیاز به جابجایی بافنده نباشد از نوع ثابت است.

اشکال اصلی روش طبقه‌بندی در همه این قبیل دسته‌بندی‌ها در این است که از ابتدا هیچ توجهی به عنوان این بحث نگردیده‌است. در واقع ما به دنبال طبقه‌بندی دارهای قالی هستیم و به عبارتی تمامی طبقه‌بندی‌های هیچ نگاه مؤثری به ساختمان اصلی دار قالی نداشته‌اند.
در اینجا می‌توان تمامی دارهای قالی و نامگذاری آن‌ها را از ابتدا تا انتها با توجه به مراحل ساخت و پیشرفت آن‌ها به این ترتیب طبقه‌بندی نمود:
1. دارها ی زمینی (اعم از کمان‌دار یا بدون کمان) که به‌طور کامل فاقد راست رو هستند و چله کشی بر روی دار انجام می‌پذیرد.
2. دارهای عمودی ثابت (فاقد راست رو و چله کشی بر روی دار انجام می‌پذیرد) که البته می‌توانستند کمان‌دار باشند.
3. دارهای عمودی متحرک فاقد راست رو (که چله کشی به شیوه معرمف به فارسی برای انجام آن می‌گردید) که البته کمان‌دار بوده و هستند.
4. دارهای عمودی متحرک دارای راست رو (که چله کشی به شیوه معروف به فارسی برای آن انجام می‌گردد) که البته کمان‌دار بوده و هستند.
5. دارهای عمودی ثابت با راست رو (با چله کشی فارسی که می‌توانستند کمان‌دار باشند که البته امروز دیگر نیستند) سایر دارهای قالی به هر نوع که مشاهده شوند در ذیل هر یک از انواع مذکور قرار می‌گیرند. حتی دارهایی که برای بافت قالی‌های حجمی از آن‌ها استفاده می‌شود خارج از این طبقه‌بندی قرار نداشته و فقط در ظاهر دار تغییر یافته‌است.[۳]

## ابزار مورد استفاده در قالی بافی
چاقوی قالیبافی
چاقوی قالیبافی وسیله‌ای است برای بریدن نخ‌های خامه قالیبافی در هنگام گره زدن. به دلیل اینکه نوع گره زدن در مناطق مختلف ایران به دو صورت است تغییراتی در شکل و ظاهر چاقوی قالی بافی وجود دارد تا گره زدن راحت‌تر صورت گیرد.
۱-کاردک قالی بافی: همان چاقوی معمولی است که بیشتر در مناطقی که گره فارسی می‌زنند استفاده می‌شود.
هر کاردک از دو قسمت تشکیل شده‌است: الف:تیغه فلزی ب: دسته چوبی
۲-قلاب قالی بافی:قلاب وسیله ایست مانند کارد که در انتها آنقدر باریک می‌شود که به صورت میله‌ای به طول یک تا دو سانت در می‌آید. در انتهای این میله زائده‌ای قلاب مانند وجود دارد که بافندگان برای جلو آوردن تار و گره زدن خامه و بیرون کشیدن پرز از لا به لای تارها از آن بهره می‌گیرند و با لبه کارد مانند قلاب، بخش اضافی پرز را از کلاف خامه قطع می‌کنند. این وسیله که به قلاب تبریزی معروف است در مناطق ترک باف استفاده می‌شود. هر قلاب از دو قسمت تشکیل شده‌است: الف :تیغه و قلاب ب:دسته فلزی
دفتین (دفه، کرکیت، کلوزار، دستوک)
دفتین وسیله‌ای است برای کوبیدن گره‌های فرش پس از بافتن یک رج، و نیز خواباندن پودهای ضخیم و نازک قالی مورد استفاده واقع می‌شودکه هم باعث بر جای‌گیری گره‌ها و هم باعث ظرافت و صافی و یکنواختی در پشت فرش می‌شود. دفتین وسیله‌ای فلزی و شانه مانند است که دارای دسته چوبی یا فلزی است. دندانه‌های این ابزار که معمولاً پهنای کمی دارد، به صورت متوازی با فاصله‌های متناسب، با فاصله تارهای قالی بر روی دسته‌ای فلزی یا چوبی وصل می‌شود.

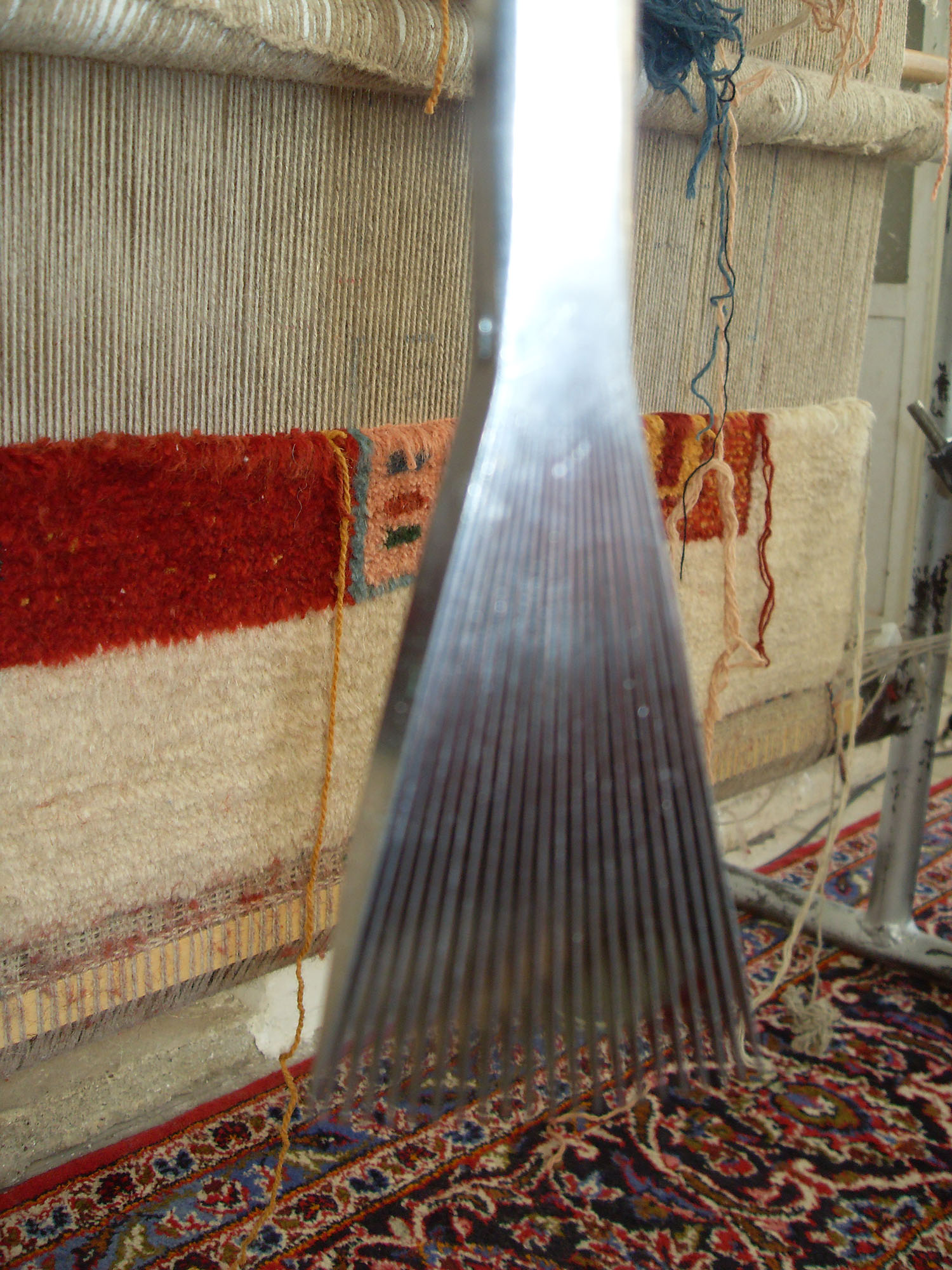
دفتین

هر دفتین شامل دو قسمت است:الف:دسته ب:تیغه‌های فلزی
قیچی قالی بافیبرای پرداخت و کوتاه نمودن پرزهای بلند استفاده می‌شود.

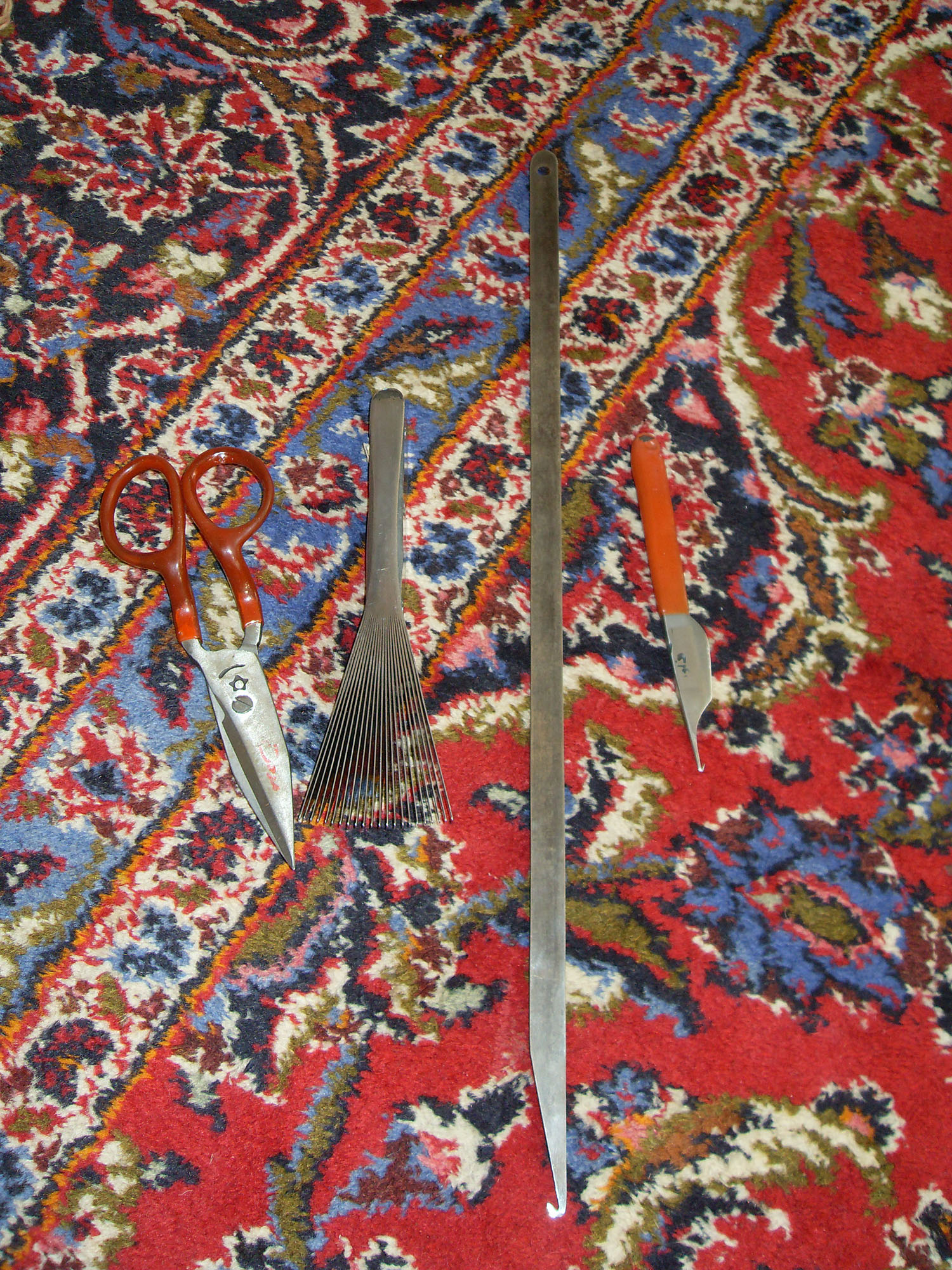
از راست به چپ قلاب، سیخ پود کشی، دفتین، قیچی

قیچی‌های متداول در قالی بافی را به دو نوع تقسیم می‌کنیم:الف: قیچی فارسی (قیچی اصفهانی):این نوع قیچی بر روی هر دو تیغه خود دارای لبه‌هایی است که ارتفاع لبه‌ها متناسب با ارتفاع پرزها در رجشمارهای مختلف تغییر می‌کند.
ب:قیچی ترکی: این قیچی از لحاظ ظاهر شبیه به قیچی‌های معمولی و خانگی است با این تفاوت که تیغه‌ها و دسته‌های قیچی در دو سطح متفاوت قرار دارند. در قیچی نوع تبریزی دسته‌ها در سطحی بالاتر و با زاویه‌ای مختصر نسبت به تیغه‌ها قرار دارند. این انحنا موجب آسان شدن کار می‌شود.
قیچی معمولی خیاطی
برخی از بافندگان از همان قیچی‌های معمولی که عموماً در کارهای خانه مانند خیاطی کاربرد دارند استفاده نمایند.
قیچی‌های برقی
در برخی مناطق، بافندگان هنگام بافت پرزهای اضافی را قیچی نمی‌کنند بلکه فرش را کامل می‌بافند و بعد با قیچی‌های برقی به‌طور هم‌زمان تمام سطح فرش را قیچی می‌کنند.
شانه (قالی‌بافی)
شانه وسیله‌ای است برای جلو کشی گره‌های فرش و ایجاد نظم بیشتر در پشت فرش استفاده می‌کنند. بعد از بافتن هر رج از فرش و قبل از کوبیدن دفتین، شانه را بر روی گره‌های فرش می‌کشند.
سیخ پود کشی
سیخ پود کشی وسیله‌ای است برای پود کشی فرش. سیخ پود کشی با ورق نازک آهن که حالت فنری و انعطاف زیاد داشته باشد ساخته می‌شود تا به راحتی از بین چله‌ها عبور کند. سیخ پود کشی وسیله‌ای است به عرض دو سانتیمتر و به طول ۵۰ تا ۷۰ سانتی‌متر. با راندن سیخ پود کش از میان تارها به وسیله زائده قلاب مانند نوک آن پود را گرفته و بر روی رج بافته شده قرار می‌دهند.
بر پاکی
برپاکی وسیله‌ای است که در برخی مناطق همچون کرمان و خراسان برای جلو کشی و خواباندن بهتر گره‌ها بر روی یکدیگر استفاده می‌شود. در واقع بر پاکی هم کار شانه و هم کار دفتین را انجام می‌دهد. برپاکی از یک ورقه نازک آهن ساخته می‌شود و دسته آن به تیغه متصل است و از همان جنس می‌باشد. نحوه کوبیدن برپاکی به نحوی است که از بالا و محکم تیغه را بر روی لبه‌های بافت می‌کوبند.
سک (سنگ)
وسیله‌ای است که معمولاً برای کوبیدن پود و منظم کردن چله‌ها به کار می‌رود. این وسیله اغلب در کردستان و لرستان و مناطق غری کشور استفاده می‌شده‌است. در برخی از مناطق کشور ابزاری شبیه به این وسیله وجود دارد که از آن هم برای کوبیدن پود و هم برای عبور پود از میان چله‌ها استفاده می‌کنند.
سوزنی
این وسیله معمولاً در بافت قالی‌های استان کرمان (کرمان، راور، رفسنجان، زرند و …) استفاده می‌شود. کار اصلی این وسیله جلوگیری از کجی فرش می‌باشد. در دارهای فارسی و مناطق فارسی باف چوب کوجی وسیله است برای جلوگیری از کجی فرش.